# Elephant Cays
 (avril 2023).
Les Elephant Cays sont un groupe de petites cayes des îles Malouines située au sud du détroit des Malouines et au nord-ouest de l'île Speedwell dans las Malouines en océan atlantique sud.

## Administration
Les îles sont administrées par le Royaume-Uni dans le cadre du Territoire britannique d'outre-mer des îles Falkland. Elle est revendiquée par la République argentine, qui en fait une partie du Département des îles de l'Atlantique Sud dans la province de Terre de Feu, Antarctique et îles de l'Atlantique sud.

## Description
L'ensemble des îlots mesure 1 200 ha et comprend Golden Knob, Sandy Cay, West, Southwest et Stinker Islands. Ils ont une bonne couverture d'herbe de Tussack.

## Aire protégée
L'île a été identifiée comme une zone importante pour la conservation des oiseaux (ZICO) par la BirdLife International.
Les oiseaux pour lesquels le site est important pour la conservation comprennent le manchot de Magellan et le caracara austral. C'est également le site de reproduction le plus important au monde pour le pétrel géant du sud, dont on compte environ 11 000 couples. Il existe également deux petites colonies de cormoran impérial, ainsi que l'observation de la présence de cinclode fuligineux et de troglodyte de Cobb

## Galerie

Manchot de Magellan
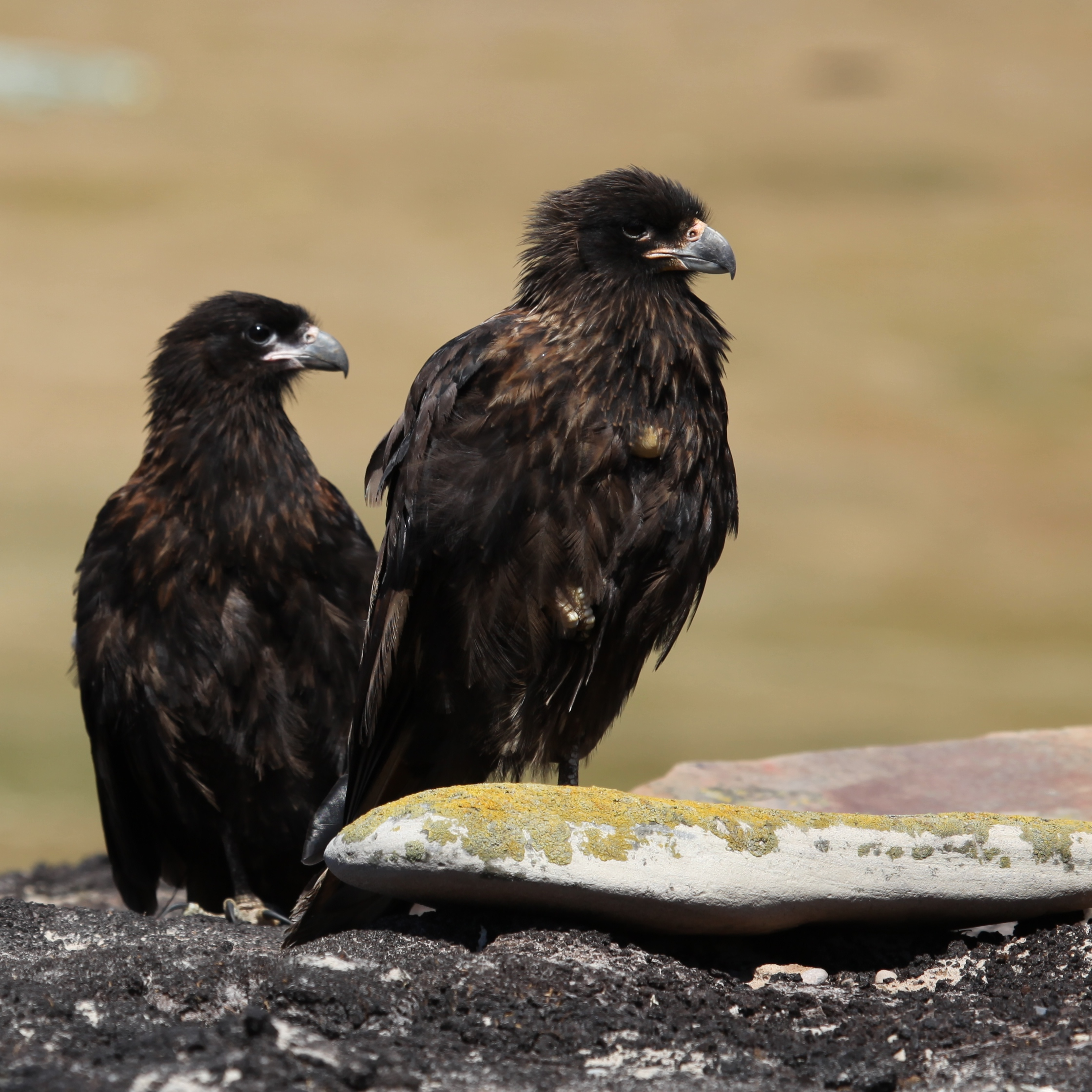
Caracara austral
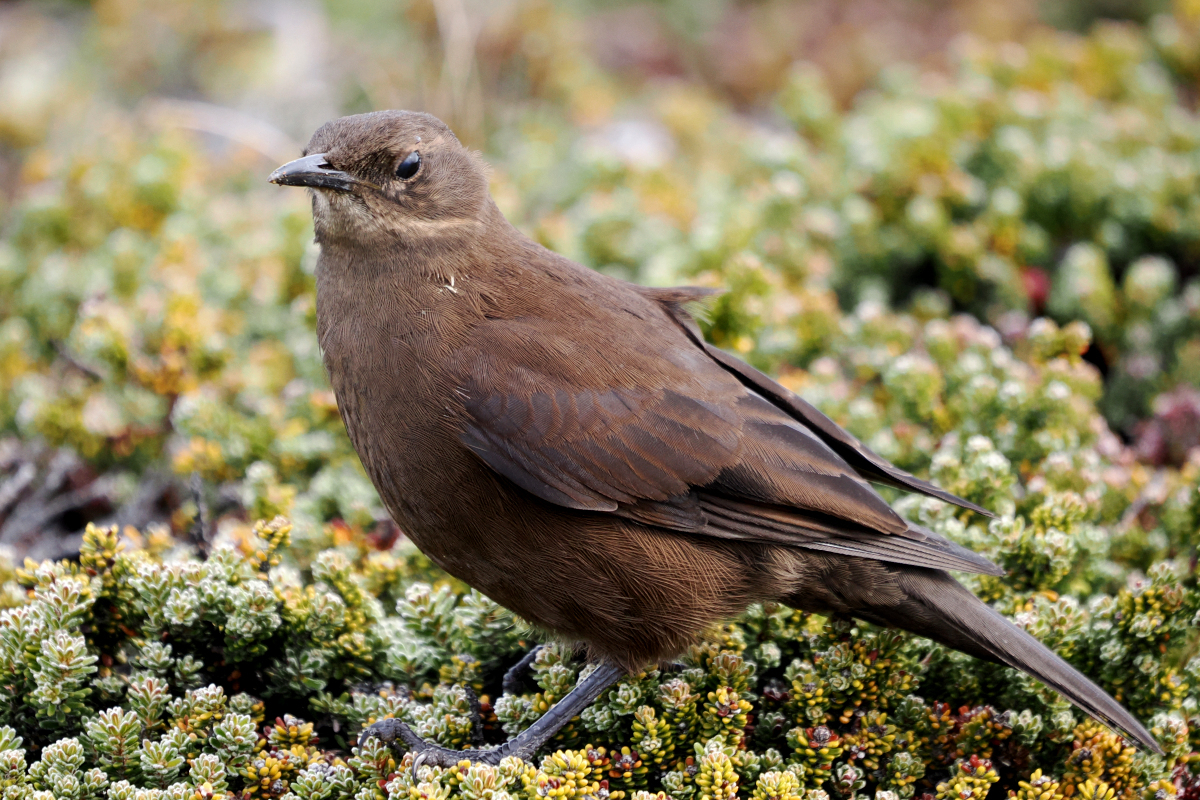
Cinclode fuligineux
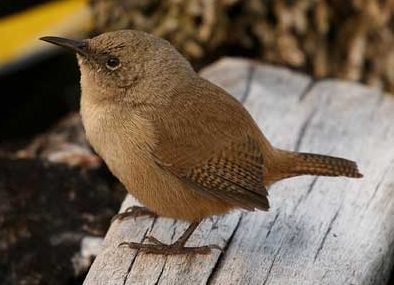
Troglodyte de Cobb